# Paix de Dardanos
Pour les articles homonymes, voir Dardanos.
La paix de Dardanos (ou traité de Dardanos) fut signée en 85 av. J.-C. entre la république romaine et le royaume du Pont, représentés respectivement par Lucius Cornelius Sylla et Mithridate VI. Il marque la fin de la première guerre de Mithridate.
Après les défaites de Chéronée, Orchomène et de la bataille navale de l'île de Ténédos, et après des négociations préliminaires dès 86 av J-C, avec Archélaos, Mithridate accepte l'offre de paix offerte par Sylla. En effet celui-ci, préoccupé par la guerre civile (les Marianistes ayant repris le pouvoir en Italie en 87 av J-C) et la situation tendue à Rome était prêt à conclure la paix d'autant plus que, comme Wolfram Letzner l'indique dans sa biographie de Sylla, ce dernier n'était pas en mesure d'imposer une paix à la romaine en écrasant le plus faible.
De surcroit selon François Hinard, Sylla ne voulait pas se faire voler la gloire d'avoir mis fin au conflit par Fimbria, général romain envoyé précédemment par Marius, et que Sylla considérait comme un mutin guerroyant sans mandat légal du sénat romain.   
L'entrevue entre les deux hommes se déroula à Dardanos, entre Sestos et Abydos, et fut marquée par un climat glacial : Sylla, qui refusa de saluer Mithridate, fit sentir à son adversaire qu'il était le vainqueur. Mithridate accepta à contrecœur de renoncer à ses conquêtes grecques, à la province d'Asie et aux royaumes de Galatie, de Bithynie restitué à Nicomède IV, de Phrygie, de Paphlagonie et de Cappadoce, restitué à Ariobarzane (tout en essayant d'en conserver certaines parties), et de payer entre deux et trois mille talents, équivalant à 12 millions de drachmes. Mithridate livrait de plus sa flotte de 70 navires de guerre. Selon François Hinard, ce traité n'était pas si défavorable pour Mithridate, qui conservait son royaume dans sa situation d'avant la guerre, et gardait l'immense butin raflé par ses pillages au début de la guerre. Avant de regagner Rome, Sylla profita de la paix pour liquider Fimbria.
La paix de Dardanos a eu de nombreuses répercussions en Asie Mineure. En effet, Sylla, qui sort vainqueur de cet accord, devient le maître de tous les peuples et territoires que Mithridate devait évacuer. Ainsi ce traité contribue un peu plus à la provincialisation de l'Asie Mineure. Tout l'espace situé entre la Grèce continentale et les royaumes devient romain. La zone libre qui séparait les provinces de Macédoine et d'Achaïe et la province d'Asie disparaît. De plus, les Cyclades sont rattachées à la province d'Asie, tout comme les cités côtières qui étaient restées libres jusque-là (Pergame, Smyrne, Éphèse, Milet, etc).
Cependant, toutes les cités libres n'ont pas disparu. On observe deux sortes de comportements envers les cités grecques d'Asie Mineure au lendemain de la paix de Dardanos. Les cités ayant contribué à la guerre aux côtés de Mithridate sont réprimées et perdent leur liberté. Tandis que les cités ayant résisté au roi du Pont sont récompensées. Ainsi, Rhodes qui a courageusement résisté à Mithridate reste libre, tout comme la plupart des cités de Carie. Sylla et le Sénat romain remercient aussi ces cités par des dons. Par exemple, la cité de Stratonicée de Carie a fait graver dans le sanctuaire d'Hécate à Lagina la lettre de Sylla et le sénatus consulte de 81 av J-C qui accorde à la cité des terrains, des villages et des ports ainsi que les cités de Thémessos et Kéramos. Ces donations permettaient ainsi d’accroître le territoire et les revenus des cités. On sait aussi que Thasos reçoit des territoires sur la côte Thrace et que Rhodes récupère la cité de Caunos. 
En revanche, les cités ayant collaboré avec Mithridate sont sévèrement réprimées : un édit ordonne à tous les esclaves libérés par Mithridate de reprendre leur place auprès de leurs maîtres. Certaines villes voient leur population massacrée, leurs remparts abattus et les impôts fortement augmenter. Sans oublier que les cités privées de libertés étaient occupées par les troupes de Sylla. Certaines cités d'Asie Mineure se retrouvent alors dans des situations complexes. C'est à partir de 85 av J-C que les cités d'Asie commencent de plus en plus à s'unir pour défendre des intérêts communs. Se développe alors une assemblée des cités de la province, le Koinon d'Asie, qui se réunissait à Éphèse pour essayer d'obtenir de Rome des allègements d'impôt en envoyant un représentant à Rome. 
Finalement, la paix de Dardanos n'aura signé que la défaite temporaire de Mithridate puisque les guerres mithridatiques reprennent et se poursuivent jusqu'à la mort de Mithridate en 63 av J-C.